# شحيمة
شحيمة اٍحدى بلديات دائرة عين الذهب بولاية تيارت الجزائرية،  ذات طابع شبه صحراوي تمتاز عن غيرها من بلديات الولاية بالمساحة الواسعة.

## لمحة تاريخية
سميت بلدية شحيمة إبان الاستعمار بكلمة شايمة لوجود عين مائية أصبحت الآن بئر عميق يزود البلدية بالماء الصالح للشرب وتم وضع الحجر الأساسي كقرية فلاحية اشتراكية في : 27/09/1975 وكانت تسمى في هذه الفترة بجرجرة تابعة لبلدية توسنينة دائرة السوقر وبعد التقسيم الإداري سنة 1984 أدمجت كبلدية تابعة لدائرة السوقر، وفي سنة 1991 تم التقسيم الإداري الجديد فأصبحت تابعة لدائرة عين الذهب.
تحتوي بلدية شحيمة على عدة أعراش متباينة ومن بينها عرش الكعابرة  والمتمركزة بالمناطق المسماة المكمن –رجم الشارة – المرت، وعرش أولاد زيان والمتمركزة بالمناطق المسماة كيربو – بن شنة – و عرش سيدي خالد والمتمركزة بالمناطق: الصيادة  و الفياض.
تعتمد على تربية المواشي بالدرجة الأولى والزراعة بالدرجة الثانية.

## الموقع الجغرافي
تقع بلدية شحيمة في اقصى جنوب ولاية تيارت وتبعد عن مقرها بـ73 كلم وتبعد عن مقر الدائرة بـ24 كلم أما بالنسبة للحدود الإدارية  فنجدها : 
من الشمال: بلدية توسنينة 
من الشرق: بلدية عين الذهب 
من الغرب: بلدية مدريسة 
من الجنوب: بلدية شقيق ولاية البيض وبلدية عين سيدي علي ولاية الاغواط
03- التوجه العام للبلدية والتوجه الفلاحي علي الخصوص:
تعتبر بلدية الشحيمة ذات طابع رعوي فلاحي إذا تبلغ مساحتها الكلية ب:220164هـ
المساحة السهبية الحصة الكبيرة والمقدرة ب:197790 هــ موزعة على نوعين من الأراضي أراضي للبلدية و أراضي تابعة الدولة.
وبما أن منطقة الشحيمة تحتوي علي مساحة من السهوب فإن وجود النباتات المشهورة هي نبات الجلفة والشيح والشبرق  )نبات شوكي( ونبات القفد  و السدرة فهي بذلك منطقة رعوية بالدرجة الأولى إذا ما توفرت الجهود في المحافظة على هذه المراعي بإنشاء محميات وقانون يسير الحفاظ علي بقائها , فبعدما كانت مساحة الحلفاء تحتل نصف المساحة السهبية لوحظ تدهور كبير وعوامل مختلفة فأصبح إنتاج الحلفاء علي الزوال .
بينما تبلغ المساحة الكلية للفلاحة 22 ألف هكتار مقسمة على القطاع الخاص والعام كما هو موضح في الجدول بينما تمثل مساحة المباني والطرقات 144 هكتار أما المساحة الصالحة للفلاحة فتقدر ب: 22050 هــ وتمثل 99 من المساحة الفلاحية الكلية	

## التضاريس
يتكون سطح بلدية الشحيمة من  :
أراضي منبسطة :
وتحتل نسبة كبيرة من مساحة البلدية وتمثل 89 %  لأن  بلدية الشحيمة تقع في منطقة الهضاب العليا التي هي عبارة عن مرتفع صغير ذو سطح مستوي حيث تمثل هذه الهضاب 11% هناك 03 أنواع من التربة :
طينة كلسية 
فليساء تيفكرت صفائح طباشرية 
أراضي رملية منتشرة في المناطق السهبية

## المناخ المميز للمنطقة
يسود البلدية مناخ معتدل بارد في فصل الشتاء وحار في الصيف  كما تهب رياح قوية وخاصة الرملية التي هي كثيرة الوقوع

### الفترة الرطبة
إن كمية الأمطار المتساقطة خلال السنوات الماضية غير منتظرة وفي الغالب تبدأ من منتصف سبتمبر إلى غاية شهر فيفري وتكاد تنعدم خلال الشهور الأخرى، مما جعل البلدية تعيش سنوات جفاف متتالية بحيث لا تتجاوز 200 ملم إلا في بعض السنوات التي يفوق معدلها 285 ملم مما يؤثر على الإنتاج وخاصة المحاصيل الكبرى.

### الفترة الجافة
وتبدأ من شهر ماي إلى غاية شهر سبتمبر وتدوم خمسة أشهر تقل فيها كمية الأمطار وترتفع فيها درجة الحرارة إلى حوالي 38 درجة.

## المجموع السكاني
حسب آخر إحصاء اجرى في افريل 2008  يبلغ عدد سكان بلدية شحيمة 8446 نسمة يتوزع هذا العدد على اقليم البلدية في تجمعات عمرانية والريفية كما هو موضح في الجدول التالي :
| اسم التجمع                    | عدد السكان | النسبة المئوية |
| ----------------------------- | ---------- | -------------- |
| التجمع السكاني الحضري         | 3084       | 36.51          |
| التجمع الثانوي واد شحيمة      | 202        | 2.39           |
| المنطقة المبعثرة (سكان الريف) | 5160       | 61.10          |
| المجموع                       | 8446       | 100%           |

المصدر: إحصاء افريل 2008